# Sport i Nottingham

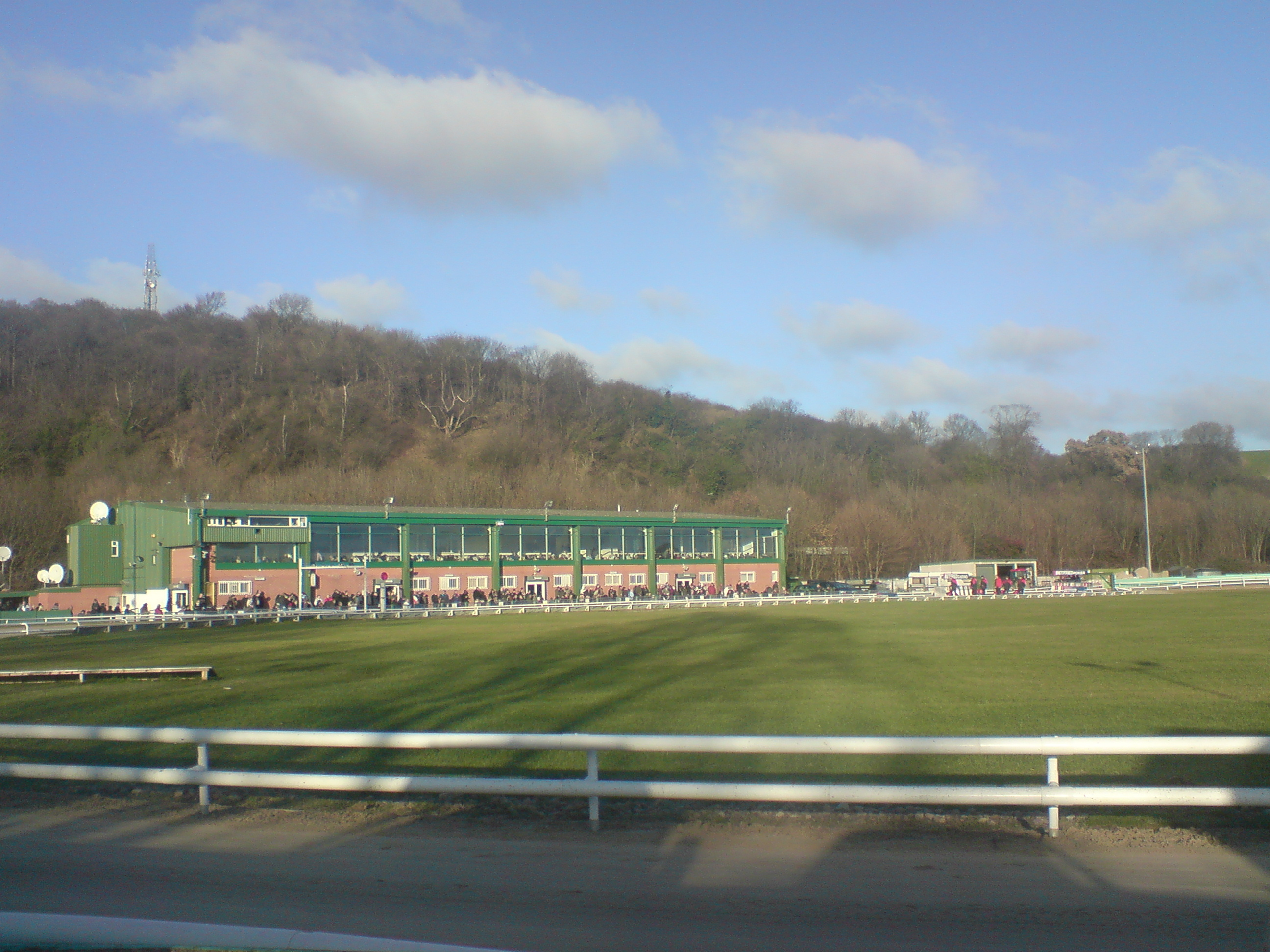
Nottingham Greyhound Stadium.

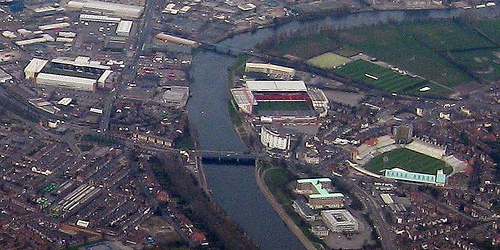
Meadow Lane, City Ground och Trent Bridge Ground.

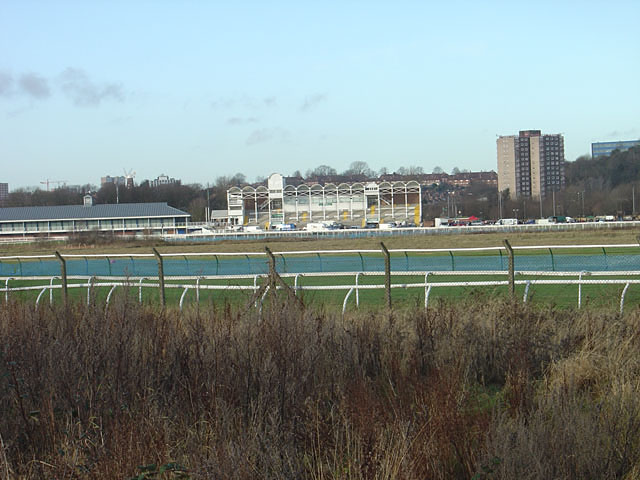
Nottingham Racecourse är en galoppbana.

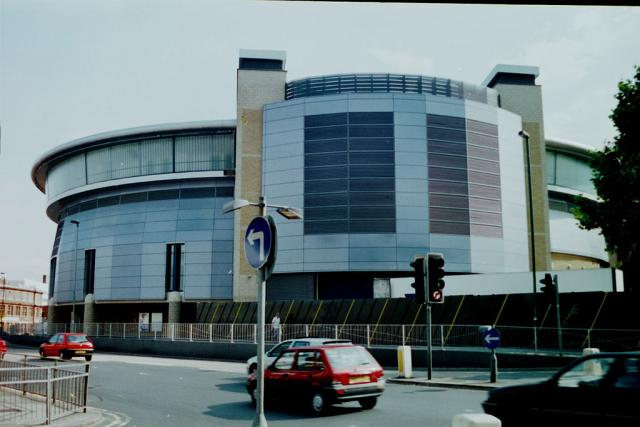
National Ice Centre.

Sport i Nottingham omfattar flera sporter och lag med lång tradition. Cricket spelas av Nottinghamshire County Cricket Club på Trent Bridge Ground. Inom fotboll representeras staden av Nottingham Forest och Notts County FC. Även rugby, hästkapplöpning, hundkapplöpning, handboll och ishockey har stark närvaro, där Nottingham Panthers spelar i National Ice Centre.

## Sporter
Nottinghamshire County Cricket Club är baserad i Nottingham och spelar sina hemmamatcher på Trent Bridge Ground, en av Englands mest välkända cricketarenor.
Nottingham Forest är en av stadens främsta fotbollsklubbar och har sin hemmaplan på City Ground, belägen vid floden Trent. Nära intill ligger Meadow Lane, där Notts County FC, världens äldsta professionella fotbollsklubb, spelar sina hemmamatcher.
West Bridgford Rugby Club är en lokal rugbyklubb i Nottingham som spelar sina matcher på Stamford Road Ground. Även Nottingham R.F.C., en av stadens större rugbyklubbar, är baserad i Nottingham och har Meadow Lane som hemmaarena.
Nottingham Racecourse är en galoppbana belägen i Nottingham och används för hästkapplöpning. För hundkapplöpning finns Nottingham Greyhound Stadium, där regelbundna tävlingar hålls.
Nottingham University HC är Nottingham Universitys handbollsklubb och representerar universitetet i nationella och studentliga tävlingar.
Nottingham Panthers är stadens professionella ishockeylag och spelar sina hemmamatcher i National Ice Centre, en av Storbritanniens största inomhusarenor för isidrott.